# MLP (motormerk)
MLP is een Belgisch historisch merk van motorfietsen.
MLP stond voor: Machines La Précision NV, Brussel.
Het merk MLP produceerde slechts kort motorfietsen, in 1951 en 1952. Dit waren lichte modellen met een eigen 118cc-tweetaktmotortje en een gepatenteerde koppeling. Vrijwel alle onderdelen waren in België vervaardigd.